# 241192 Pulyny
241192 Pulyny este un asteroid din centura principală de asteroizi.

## Descriere
241192 Pulyny este un asteroid din centura principală de asteroizi. A fost descoperit pe 21 septembrie 2007 la observatorul astronomic din Andrușivka. Asteroidul prezintă o orbită caracterizată de o semiaxă mare de 2,43 ua, o excentricitate de 0,13 și o înclinație de 6,4° în raport cu ecliptica.